# The Young Master
The Young Master (en chino tradicional, 師弟出馬) es una película de 1980 de artes marciales de Hong Kong, escrita y dirigida por Jackie Chan, quien también actuó en el papel principal. La película tiene como coestrellas a Yuen Biao, Feng Feng y Shih Kien. La película fue estrenada en el Hong Kong el 9 de febrero de 1980.
La película es notable para ser la primera que Jackie Chan trabajó con Golden Harvest, ya pesar de ser su segunda película como director (su primera fue The Fearless Hyena), esto se acredita a menudo incorrectamente como su debut como director. Fue coescrito por Jackie Chan y Edward Tang y producida por Raymond Chow y Leonard Ho.
Como es común en las películas de Jackie Chan, las escenas de lucha implican el uso de muchas armas diferentes, incluyendo arma de asta, una cuerda, abanico, bancos y espadas. Dragon Lord supuestamente es la secuela de The Young Master e incluso fue originalmente llamado Young Master in Love, según lo confirmado por Jackie Chan en su libro.

## Trama
Hong Kong, 1920. La escuela a la que asistieron Dragón (Jackie Chan) y su hermano, Tigre (Wei Pei) es presentado en contra de una escuela rival en una competición de la danza del león. La escuela necesita para ganar el dinero del premio para permanecer abierto, pero su actor estrella, Tigre, está aparentemente herido cuando cae de una escalera, dejando a su hermano, el Dragón, para tomar su lugar. Durante la competición, Dragon se da cuenta de que su hermano fingió su accidente con el fin de tomar parte en el concurso para la escuela rival.
La escuela rival gana el concurso, pero la verdad emerge sobre la traición de Tiger y él se exilió en desgracia. Dragón promete traer de vuelta a su hermano errante por lo que el par puede reparar el daño a su maestro. Dragón se embarca en su misión, pero en el camino es confundido con un criminal conocido como El Abanico Blanco (The White Fan) por el jefe de la policía local, Sang Kung (Shih Kien). Mientras tanto, Tigre colabora con su empleador (la escuela rival) mediante la liberación de un peligroso criminal conocido como Kam (Hwang In-Sik). Sin embargo, el Tigre más tarde es enmarcada por un atraco a un banco. Para detener a su hermano de ser arrestado, Dragon promete capturar al fugitivo, Kam.
La película termina con una furiosa y brutal pelea entre Kam y Dragón, en la que Dragón sufre daños considerables. Al comienzo de la lucha, parece que Kam tiene la sartén por el mango mientras que castiga Dragón con puñetazos y patadas deslumbrantemente rápidas. Sin embargo, después de consumir el agua de una pipa de opio que le regaló un viejo caprichoso, Dragon se convierte energizadamente y derrota a Kam. La película termina con el Dragón de regreso a su ciudad natal, un héroe (aunque todo el cuerpo fracturado y envuelto en yeso de las muchas lesiones que sufrió).

## Reparto
- Jackie Chan - Dragón Lung
- Yuen Biao - hijo de Sang Kung/Cuarto hermano
- Tien Feng - Maestro Tien
- Feng Feng - Ah Suk
- Wei Pai - Tigre
- Shih Kien - Sang Kung
- Lily Li - hija de Sang Kung
- Whong In-shik - Maestro Kam
- Lee Hoi-san - hombres del Maestro Kam
- Fung Hak-on - hombres del Maestro Kam
- Chiang Kam - estudiante del Maestro Tien
- Tai Bo - estudiante del Maestro Tien
- David Cheng - hijo del Maestro Kam
- Yue Tau-wan - Ojos turnio
- Bruce Tang Yim Chan - Ah Chang
- Mars - (extra) (sin acreditar)